# 懷恩威爾虐殺兒童案
懷恩威爾虐殺兒童案，又稱懷恩威爾雞舍兇殺案（Wineville Chicken Coop Murders），為一宗發生於1928年美國加州河濱縣與洛杉磯地區的連續綁架虐殺兒童案。此案不僅轟傳全美，更進一步暴露了洛杉磯警局的腐敗枉法。2008年好萊塢將此事件改編成電影《陌生的孩子》（Changeling）。

## 案件
高登·史都華·諾斯考特（Gordon Stewart Northcott）出生於加拿大萨斯喀彻温省，在美國加州經營農場。1926年，時年19歲的高登涉嫌從萨斯卡通家中擄走14歲外甥桑佛·克拉克（Sanford Clark），家人報警之前，桑佛就已遭高登虐待性侵。
1928年9月，洛杉磯警方造訪位於懷恩威爾的諾斯考特農場，帶回克拉克保護管束。克拉克宣稱遭到高登綁架虐待，高登還在母親莎拉·路易絲·諾斯考特（Sarah Louise Northcott）的協助下虐殺孩童，並脅迫克拉克參與殺人。克拉克供稱他們將屍骨灑上生石灰後，棄屍荒野。諾斯考特一家隨即遁逃加拿大，最後在不列颠哥伦比亚落網。高登次年被定罪，問吊。

### 後續餘波
警方在棄屍地點找到的屍體無一完整，僅在諾斯考特農場附近找到其中3名受害孩童的部份軀體、屍骨、頭髮以及手指，還有失蹤孩童的個人物品，跟一把帶有血跡的斧頭。案發地點懷恩威爾因此案污名遠播，遂在1930年11月1日改地名「米拉洛瑪」（Mira Loma），部份路名則保留以供後人留念。克拉克則回到故鄉隱姓埋名。

## 外部連結
- Los Angeles Public Library LAPL Photo Collection[永久] Keyword northcott[永久] This is a collection of 121 photographs associated with the case.
- Original Los Angeles Times stories and photos on Walter Collins' disappearance （页面存档备份，存于）
- Frank Girardot's Crime Scene blog about Christine Collins